# Slaka kyrka

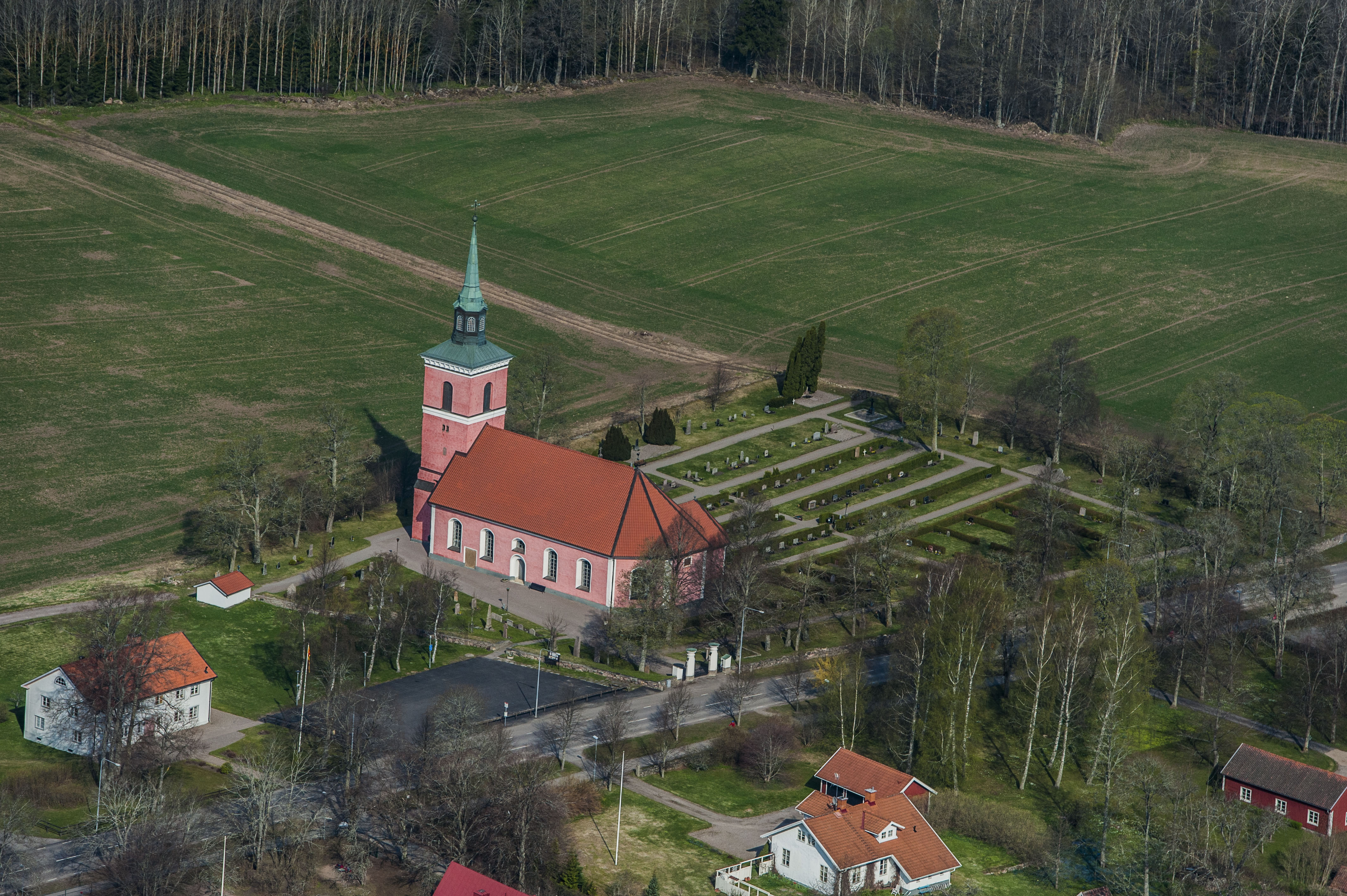
Slaka kyrka från luften

Slaka kyrka är en kyrkobyggnad i Slaka, Slaka socken  i Linköpings kommun i Östergötland. Den ligger cirka sju kilometer sydväst om Linköping och tillhör Slaka församling, Linköpings stift.

## Kyrkobyggnaden
Slaka kyrka, Sofia Albertina, byggd 1781–1783, är en salkyrka med tresidigt kor i öster och torn från föregående kyrka i väster. Långhuset har tunnvalvstak och stora rundbågiga fönster. Altartavlan, av Pehr Hörberg 1801, framställer Kristus i Getsemane. På altaret står ett silverkrucifix. På evangeliesidan, på norra murväggen, hänger en predikstol  från 1781 och på epistelsidan mitt emot står en kororgel från 1997. I kyrkan finns flera medeltida föremål, som hämtats från föregående kyrka, till exempel ett altarskåp utfört i Lübeck omkring 1470 och en träskulptur Anna själv tredje från slutet av 1400-talet, båda vid norra väggen.

## Kyrkogården

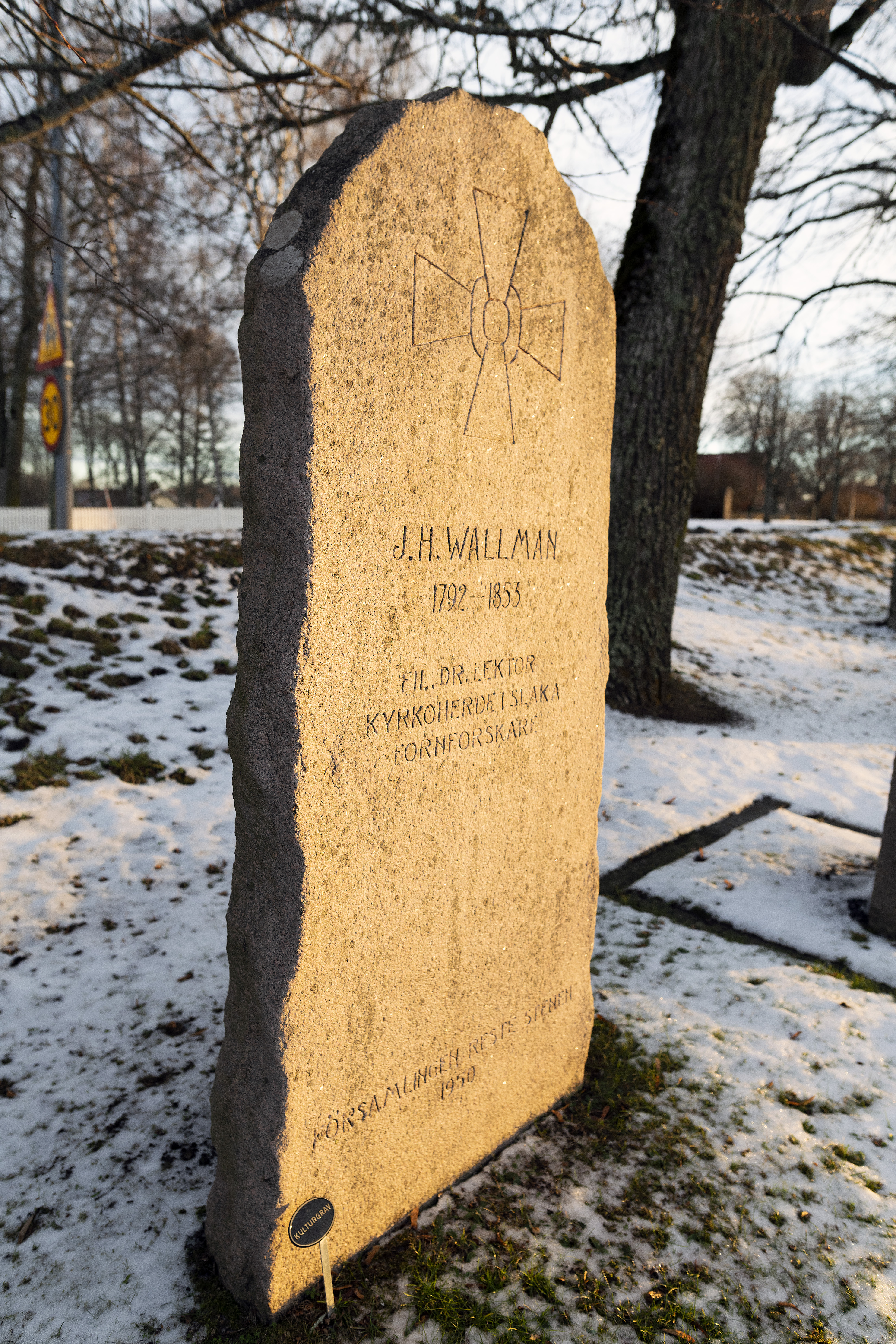
Fornforskaren J. H. Wallmans minnessten

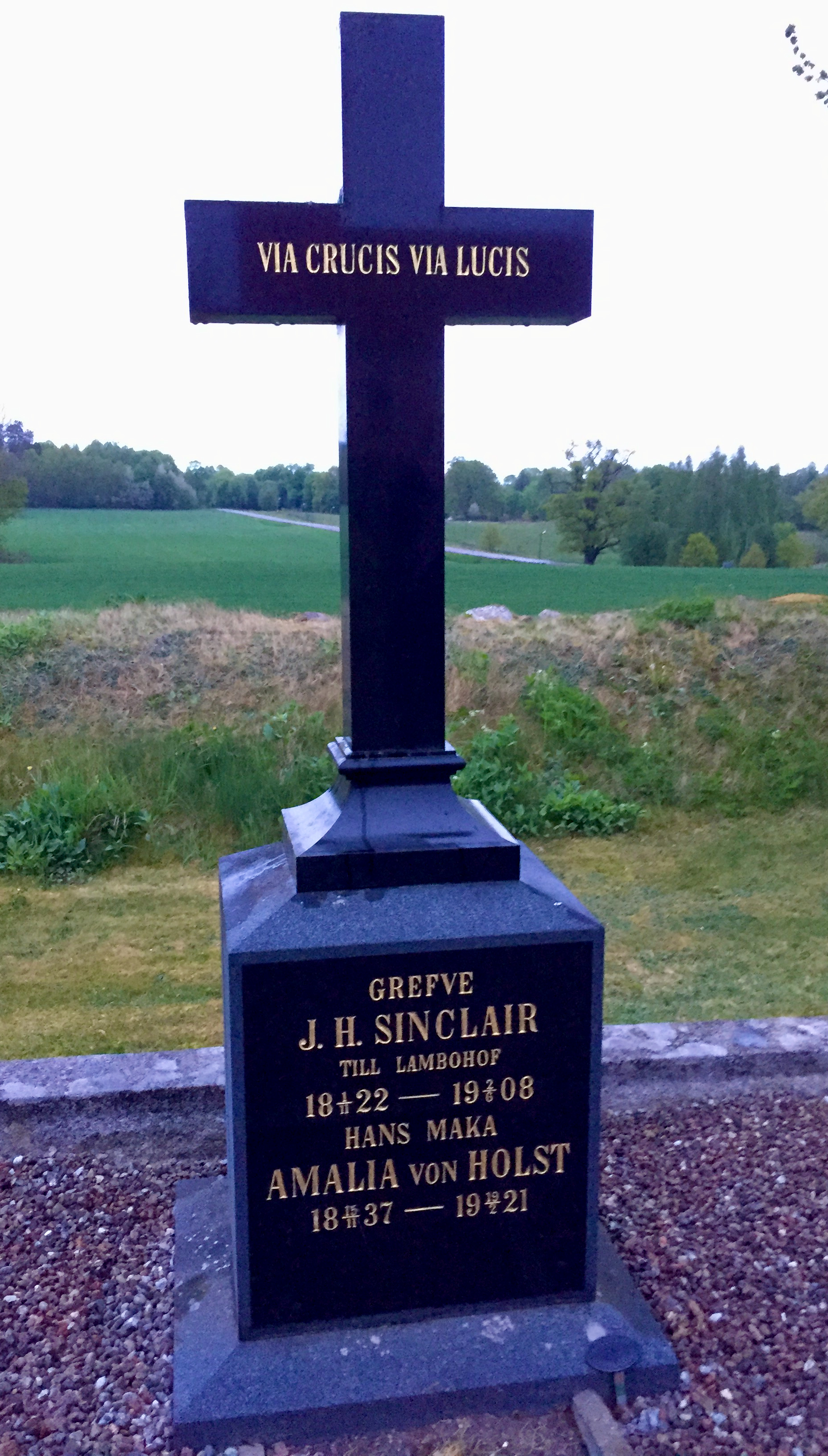
Gravsten tillhörande de tidigare ägarna av Lambohovs säteri James Henry Sinclair med maka Amalia född von Holst.

På eller invid Slaka kyrkogård finns tre runstenar (Ög 117, Ög 118 och Ög 121). Ytterligare två till har funnits - en i kyrkogårdsporten och en i kyrkogårdsmuren - men de har förkommit. Vidare finns på kyrkogården en minnessten över fornforskaren och prästen Johan Haqvin Wallman samt gravar tillhörande tidigare ägare av Lambohovs säteri, bl.a. James Henry Sinclair med maka samt familjen Cederbaum.

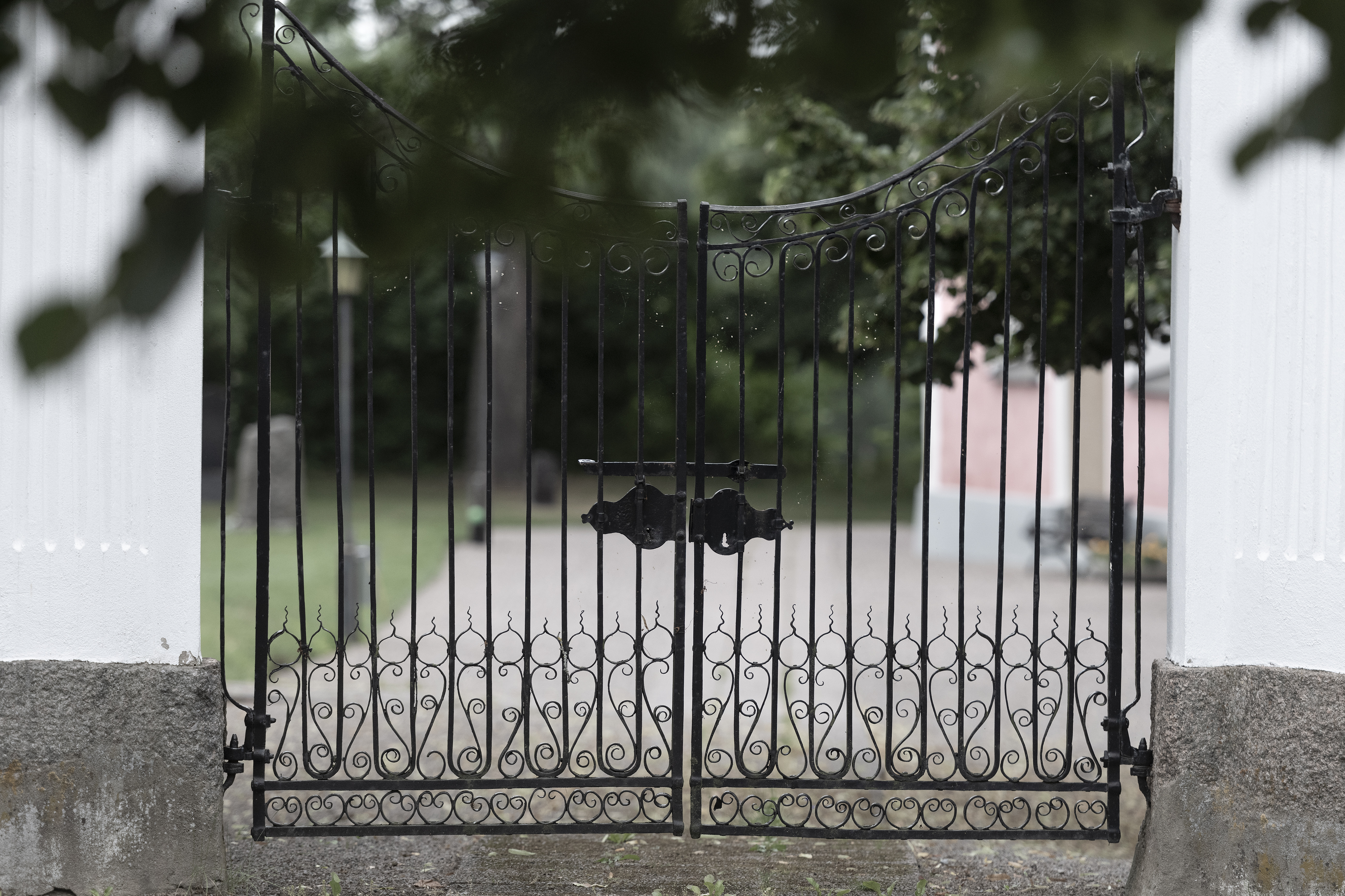
Grind Slaka kyrkogård östdra del

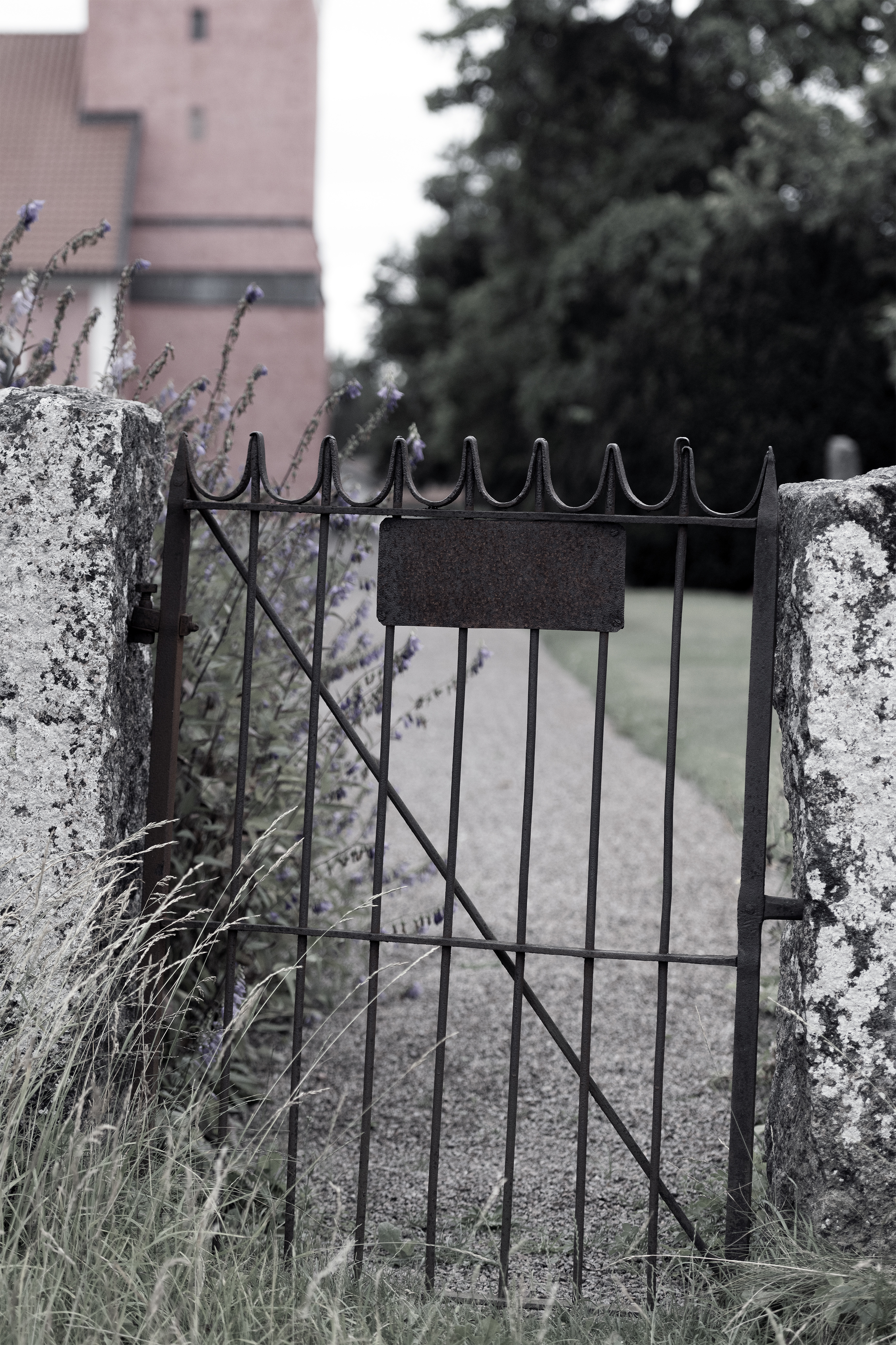
Grind norra delen av Slaka kyrkogård

## Historik
Den äldsta kyrkan i Slaka uppfördes troligen under 1000-talet. Den första stenkyrkan byggdes i slutet av 1100-talet; kvar från den är nedre delen av tornet, delar av södra väggen samt ytterdörren som nu sitter mot sakristian. Den medeltida kyrkan har byggts om flera gånger, 1476 då kyrkan välvdes samt på 1680-talet, då mycket av den medeltida interiören försvann. 1781 påbörjades byggandet av en ny kyrka; dock behölls den gamla kyrkans torn. Invigningen ägde rum den 2 augusti 1783 i närvaro av prinsessan Sophia Albertina. Efter tidens tradition kom kyrkan därför att kallas Sophia Albertina.

## Inventarier
- Trädörr med romanskt smide från 1100-talets slut, som ursprungligen torde ha suttit i den romanska kyrkans södra ingång men nu hänger mellan långhuset och sakristian.
- Altarskåp av ek, nordtyskt arbete från 1400-talets första hälft.
- Träskulptur av ek, apostel, från verkstad i Östergötland under 1300-talets andra fjärdedel.
- Madonnabild av ek med komplement i annat lövträ, från verkstad i Östergötland under 1400-talets andra hälft.
- Träskulptur, Anna själv tredje, av ek, skåpet med komplement i furu, från verkstad i Östergötland under 1400-talets sista fjärdedel.
- Predikstol från 1781, ritad av målare Johan Wurtzelius och tillverkad av snickarmästare Torngren, Linköping.
- Altartavla ’’Kristus i Getsemane’’ målad av Pehr Hörberg 1801, renoverad troligen 1855.
- Runsten (i kyrkans vapenhus), den s.k. Slakastenen, från 900-talet - en av Östergötlands äldsta runstenar.
- Storklockan gjuten år 1707 av Elias Arenhardt.
- Lillklockan gjuten år 1669.

## Orglar

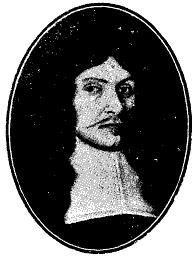
Riksantikvarie Johan Hadorph

- I gamla kyrkan fanns ett 5-stämmigt orgelpositiv, byggt 1683 och skänkt 1684 av riksantikvarien Johan Hadorph (1630–1693). Positivet kostade 500 daler.[1]

### Läktarorgel
När nya kyrkan invigdes 1783 hade Pehr Schiörlin, Linköping, byggt ett enmanualigt 13-stämmigt orgelverk med bihangspedal på västläktaren. Fasaden var ritad av Olof Samuel Tempelman, född i Källstad, Östergötland, arkitekt och professor vid Konstakademien i Stockholm. Fasadens dekor hade utförs av skulptören Jonas Berggren, Målilla (1715–1800). 
Orgelns fasad har en mycket ovanlig utformning. I mitten finns en arkad eller portal kring vilken orgeln är uppbyggd. Biskop Martin Lind berättade vid återinvigningen 2005 att han kom att tänka på 118:e psalmen där det står: Här är himmelens port, här får hans trogna gå in. Niclas Fredriksson tycker att fasadens utformning och färgsättning efterliknar en triumfbåge eller portal i en symboltradition med anknytning till såväl kung David och lovsången i Salomos tempel som till Jesu egna ord i Johannesevangeliets 10:e kapitel: Jag är grinden. Den som går in genom mig skall bli räddad. Han skall gå in och han skall gå ut, och han skall finna bete. Schiörlinorgeln i Slaka kyrka, d.v.s. musikinstrumentens drottning på läktaren i prinsessan Sophia Albertina kyrka, är en symbolisk och musikalisk triumfport till det nya Jerusalem.
Kronologi
- 1781: Församlingens sockenstämma föreslår att Pehr Schiörlin, Linköping, skall projektera ett nytt orgelverk.
- 1783: Domkyrkoorganist Johan Miklin, Linköping (1726–1787) avsynar Schiörlins nya orgel som har 13 stämmor.
- 1810 monteras sannolikt gallerverket i den tidigare helt öppna arkaden.
- 1858 görs en omdisponering av orgelbyggaren och orgelreparatören Anders Petter Kullbom, Linköping, (1817-1900). I stället för Scharff III sätter han in Borduna 16' och Fleut d'Amour 8'.
- 1890 sätter organisten och orgelreparatören Nils Fredrik Hultgren, Hult (1834-?) in Violoncell 8' och troligen även Fugara 8'.
- 1938 utför Nils Hammarberg, Göteborg en stor om- och tillbyggnad. Den gamla slejflådan pneumatiseras och orgeln får ett fristående spelbord med ny andra manual och ny pedal tillbyggda på pneumatiska lådor. Antalet stämmor utökas till 17. Fasaden och sex av Schiörlins stämmor behålls. Delar av det utmönstrade materialet magasineras på tornvinden (bl.a. spelbordet, registermekaniken, tungstämmorna och Quintadena 8').

Disposition:
| Huvudverk I   | Svällverk II  | Pedal        | Koppel  |
| Borduna 16'   | Rörflöjt 8'   | Subbas 16'   | I/P     |
| Principal 8'  | Salicional 8' | Oktavbas 8'  | II/P    |
| Gedakt 8'     | Gemshorn 4'   | Principal 4' | II/I    |
| Oktava 4'     | Nasard 2 2⁄3' |              | II 4'/I |
| Spetsflöjt 4' | Blockflöjt 2' |              | II 4'/P |
| Kvinta 2 2⁄3' | Ters 1 3⁄5'   |              |         |
| Octava 2'     | Krumhorn 8'   |              |         |
| Mixtur IV     |               |              |         |

- 2003–2004 genomför Bergenblad & Jonssons orgelbyggeri, Nye (lämk) en restaurering i enlighet med ett program upprättat av R. Axel Unnerbäck. Därvid återställes schiörlinorgeln i sitt ursprungliga skick med bibehållande av förefintligt originalmaterial. Av den 1858 insatta Bordunan skapas ett nytt självständigt pedalverk med Subbas 16' + Gedacht 8'; dock utan registerandrag. In- och urkoppling sker med spärrventilen. Manualverket innehåller 760 pipor inklusive 4 stumma i fasaden och pedalverkets 30 stycken, alltså totalt 785 pipor. Beträffande tonhöjden meddelar Johan Micklin 1783: Uti chor-ton är werket satt och stämt. Sedan pipverket restaurerats befanns tonhöjden för a¹ vara ca 464 Hz vid ca 20°C, vilket är ungefär en halv ton högre än normalt a¹ (440 Hz). Tempereringen är identisk med den temperatur Johann Georg Neidhardt (c. 1680-1739) rekommenderar för "en by" 1724 och för "en liten stad" 1732. Denna temperatur möjliggör spel i alla tonarter utan att beröva de skilda tonarterna dess individuella karaktär.

Av de cirka 60 orglar som byggdes under Pehr Schiörlins ledning, är orgeln i Slaka kyrka en av ett tiotal i spelbart skick bevarade och den enda med arkadfasad. Dessutom är detta den äldsta bevarade arkadorgeln i Sverige. 
Nuvarande disposition:
| Manualverk C-f³                                | Pedalverk C-g°                 |
| Principal 8', B/D (fasad)                      | Subbas 16' + Gedacht 8' (1858) |
| Gedacht 8', B/D                                | Sperventil                     |
| Qvintadena 8'                                  | Dragkoppel till manualen       |
| Gemshorn 4'                                    |                                |
| Flachnette 4'                                  |                                |
| Octava 4'                                      |                                |
| Qvinta 3' (eg. 2 2/3')                         |                                |
| Octava 2'                                      |                                |
| Wahlfleut 2' (2004)                            |                                |
| Scharf I, oktavkor 1' (2004)                   |                                |
| Scharf II, ters- & kvintkor 4/5' + 2/3' (2004) |                                |
| Trumpet 8', B/D                                |                                |
| Trumpet 4', B                                  |                                |
| Vox humana 8', D                               |                                |
| Sperventil                                     |                                |
| Calcant                                        |                                |

### Kororgel
- Robert Gustavsson Orgelbyggeri tillverkade 1997 en mekanisk 12-stämmig kororgel med två manualer och pedal. Intonationen utfördes av Mads Kjersgaard. Svarta undertangenter och okänt antal mixturkor.

#### Disposition
| Huvudverk C-g³        | Bröstverk C-g³    | Pedalverk C-d¹ | Koppel                 |
| Principal 8'          | Trägedackt 8'     | Subbas 16'     | Bröstverk/huvudverk    |
| Hålflöjt 8'           | Rörflöjt 4'       | Gedacktbas 8'  | Huvudverk/pedalverk    |
| Octava 4'             | Täckflöjt 2'      |                | Bröstverk/pedalverk    |
| Nasat 3' (eg. 2 2/3') | Regal 8'          |                | Bröstverk 4'/pedalverk |
| Octava 2'             | Tremulant         |                |                        |
| Mixtur ? chor.        |                   |                |                        |
|                       | Crescendosvällare |                |                        |